# Róger Álvarez
Róger Álvarez Sánchez (Pavas; 13 de noviembre de 1952) es un exfutbolista costarricense que jugó de centrocampista.

## Selección nacional
Regristró desde 1979 un gol en 19 partidos con la selección de Costa Rica, asistiendo a los Juegos Olímpicos de Moscú 1980.

### Participaciones en Juegos Olímpicos
| Juegos                   | Sede  | Resultado     |
| ------------------------ | ----- | ------------- |
| Juegos Olímpicos de 1980 | Moscú | Primera ronda |

## Clubes
| Club                 | País       | Año       |
| -------------------- | ---------- | --------- |
| Ramonense            | Costa Rica | 1972-1977 |
| Herediano            | Costa Rica | 1977-1982 |
| Ramonense            | Costa Rica | 1982-1986 |
| Alajuelense (cesión) | Costa Rica | 1983      |
| Sagrada Familia      | Costa Rica | 1986-1987 |
| Palmares             | Costa Rica | 1988      |

## Palmarés

### Títulos nacionales
| Título           | Equipo      | País       | Año  |
| ---------------- | ----------- | ---------- | ---- |
| Primera División | Herediano   | Costa Rica | 1978 |
| Primera División | Herediano   | Costa Rica | 1979 |
| Primera División | Herediano   | Costa Rica | 1981 |
| Primera División | Alajuelense | Costa Rica | 1983 |
| Segunda División | Palmares    | Costa Rica | 1988 |

### Títulos internacionales
| Título                  | Equipo     | Sede   | Año  |
| ----------------------- | ---------- | ------ | ---- |
| Preolímpico de Concacaf | Costa Rica | Varias | 1980 |